# Marco Cicala
Marco Cicala (Pescara, 31 luglio 1961) è un politico italiano.

## Biografia
Laureato con lode in giurisprudenza, svolge la professione di avvocato. Nel 1994 aderisce alla neonata Forza Italia con l'incarico di coordinatore regionale dei club e dell'organizzazione, successivamente è eletto da due congressi di partito segretario cittadino. Eletto nel 1995 consigliere regionale della Campania con Forza Italia, ha ricoperto l'incarico di assessore all'ambiente-lavori pubblici fino al 1997 (per un anno vice presidente della Giunta Regionale) e dal 1997 al 1999 è assessore alla sanità (coordinando il sud in conferenza stato regioni). 
Alle elezioni politiche del 2001 è stato eletto deputato nel collegio di Napoli; a Montecitorio è membro della X Commissione attività produttive e commercio e della Commissione parlamentare d’inchiesta sul fenomeno della criminalità organizzata mafiosa o similari. Conclude il mandato parlamentare nel 2006.